# Sinach
Sinach de son vrai nom Osinachi Kalu (née le 30 mars 1973 à Afikpo Sud) est une chanteuse de gospel évangélique nigeriane.

## Biographie
Sinach est née le 30 mars 1973 à Afikpo Sud . Elle commence à chanter en 1989 et rejoint la chorale de l’église Christ Embassy .  Elle étudie la physique à l’Université de Port Harcourt et obtient un bachelor of Arts .  

## Carrière
Elle sort son premier album Chapter One en 2008 . En 2016, l’album Waymaker - Live connait un succès mondial et la chanson du même titre sera reprise en plusieurs langues dans divers pays. 

## Distinctions
En 2016, elle remporte un Groove Award pour l'artiste de l'Afrique de l'Ouest de l'année. En 2019, elle est nommée l’artiste féminine de la décennie 2010 numéro un du Nigeria par le magazine Pulse, notamment en raison de l’influence internationale de la chanson Waymaker .  

## Discographie
- 2008: Chapter One
- 2010: I'm Blessed
- 2012: Shout it Loud
- 2012: From Glory to Glory
- 2013: Sinach at Christmas
- 2014: Sinach Live in Concert - The Name of Jesus
- 2016: Waymaker - Live
- 2018: There's an Overflow
- 2019: Great God (Live in London)